# Petrograder Sowjet

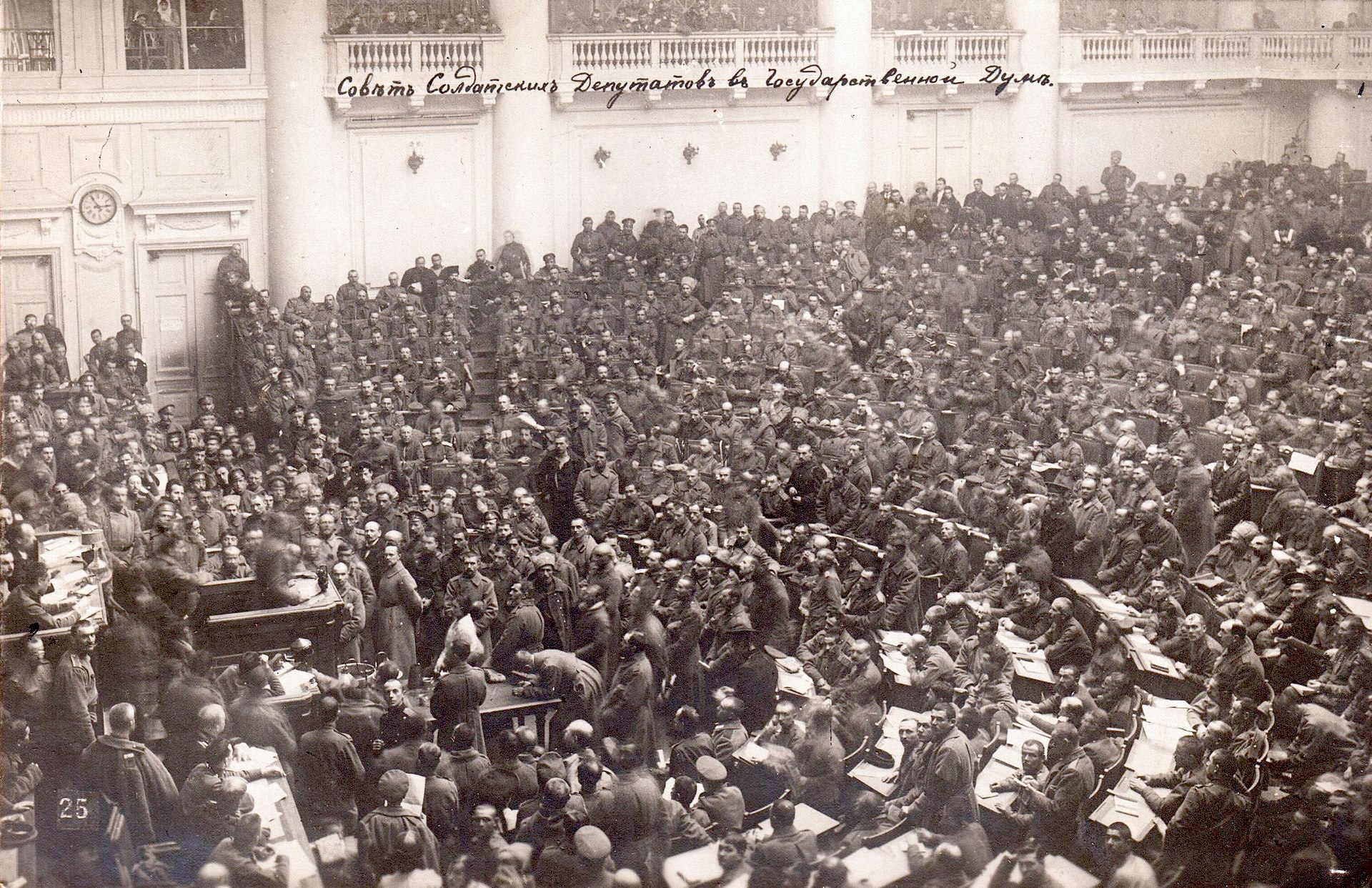
Sitzung der Soldatensektion des Petrograder Sowjets während der Russischen Revolution

Der Petrograder Sowjet der Arbeiter- und Soldatendeputierten (russisch Петроградский совет рабочих и солдатских депутатов) war die Vertretung der Petrograder Arbeiter und Soldaten während der Periode der Russischen Revolution 1917. Gegründet während der Februarrevolution, spielte er in der Periode bis zur Oktoberrevolution eine entscheidende Rolle als legislatives Organ der Doppelherrschaft und Gegengewicht zur provisorischen Regierung. Nach dem Sieg der Oktoberrevolution übernahm er Aufgaben der Lokalverwaltung in Petrograd.

## Vorgeschichte und Gründung
Bereits während der Russischen Revolution 1905 war in der Hauptstadt Russlands, die damals noch Sankt Petersburg hieß, ein Sowjet zur Vertretung der Petersburger Arbeiter gegründet worden. Der unmittelbare Vorläufer des Petrograder Sowjets war jedoch die während des Ersten Weltkriegs im November 1915 von den Menschewiki gegründete Zentrale Arbeitergruppe (Центральная Рабочая Группа), die zwischen den Arbeiterinteressen und denen des zur Staatsmacht gehörenden zentralen militärisch-industriellen Komitees vermittelte. Die Gruppe radikalisierte sich während des Krieges zusehends und trat für revolutionäre Ziele ein.

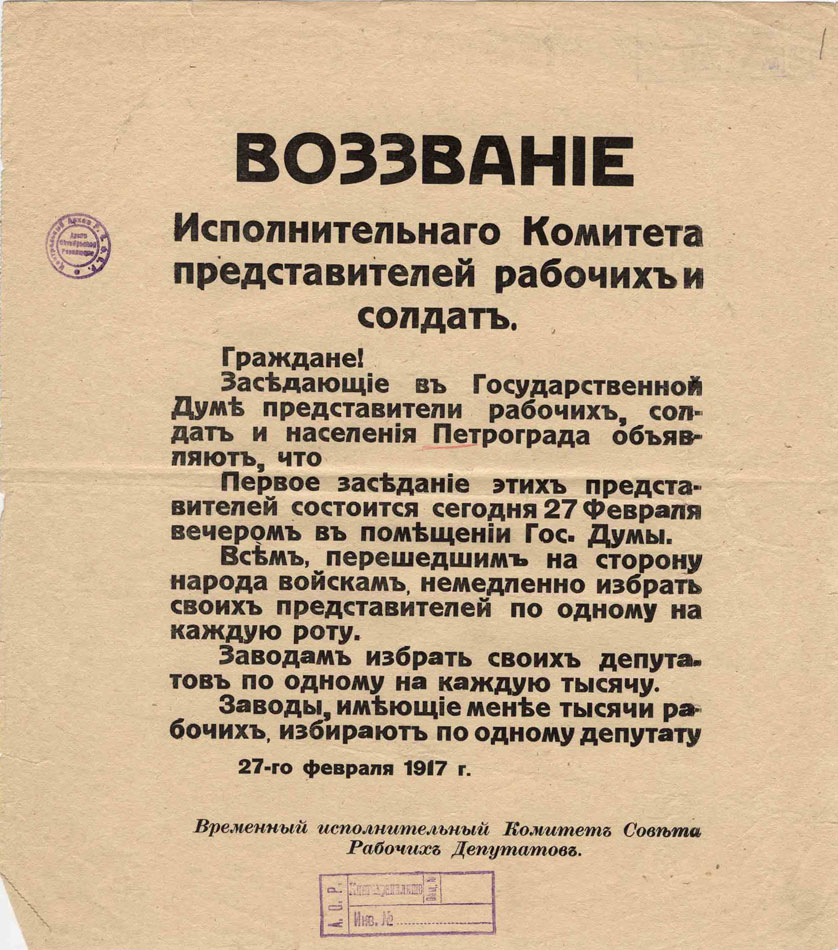
Verlautbarung des Ispolkom vom 27. Februar/12. März 1917

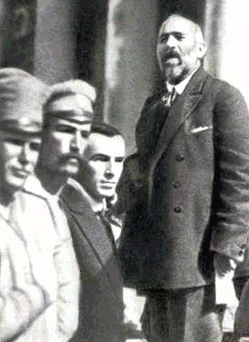
Nikolos Tschcheidse bei einer Rede in Petrograd 1917

Am 27. Januarjul. / 9. Februar 1917greg. wurde die gesamte Führung der Zentralen Arbeitergruppe auf Anordnung von Innenminister Alexander Protopopow verhaftet und in der Peter-und-Paul-Festung inhaftiert. Am Morgen des 27. Februarjul. / 12. Märzgreg. wurden sie von revolutionären Soldaten befreit, und ihr Vorsitzender Kusma Gwosdew berief für denselben Tag eine Versammlung zur Wahl eines Sowjets ein. Am Abend versammelten sich bis zu 250 Menschen im Taurischen Palais zur Wahl eines provisorischen Exekutivkomitees (Ispolkom), dem acht oder neun Personen, ausschließlich Menschewiken, angehörten und das von Nikolos Tschcheidse geleitet wurde. Als Verlautbarungsorgan wurde die Zeitung Iswestija gegründet. Der Sitz des Sowjets war bis zum August 1917 im Taurischen Palais, zugleich Sitz der Staatsduma, danach im Smolny-Institut.
Am Folgetag fand die konstituierende Sitzung des Sowjets statt, an der die zuvor gewählten Vertreter der Fabriken und Regimenter teilnahmen. Die meisten der bis zu 3.000 Mitglieder vertraten moderate Parteien und Ansichten, lediglich rund 10 % ließen sich anfänglich radikalen Parteien wie den Bolschewiki, den sozialrevolutionären Maximalisten oder den Meschrajonzy zurechnen. Mehr als zwei Drittel der Abgeordneten waren Soldaten.
Das Ispolkom spielte unter diesen Umständen die dominierende Rolle, es umfasste im März einen Kreis von etwa 20 Personen mit einem dreiköpfigen Präsidium. Präsidiumsmitglieder waren zunächst Nikolos Tschcheidse, Matwei Skobelew und Alexander Kerenski. Als kleiner Zirkel von Intellektuellen war sein Anspruch, die Interessen des einfachen Volkes zu vertreten, von vornherein fragwürdig.

## Der Sowjet während der „Doppelherrschaft“
Am 1. Märzjul. / 14. Märzgreg. erließ der Sowjet seinen Befehl Nr. 1 an die Garnison des Petrograder Militärbezirks. Am selben Tag entschied das Ispolkom, nicht in die neugebildete provisorische Regierung einzutreten, und begründete somit die sogenannte Doppelherrschaft. Der Sowjet behielt sich das Recht vor, die Entscheidungen der provisorischen Regierung zu überprüfen, und beanspruchte faktisch die legislative Gewalt im Staat. Ein Netzwerk von Kommissionen entstand, die zusammengenommen eine Art Schattenkabinett bildeten. Zum Zweck der Konsultation mit der Regierung wurde eine Kontaktkommission gebildet. Das System der Doppelherrschaft wurde durch ein vom Sowjet gebilligtes Acht-Punkte-Programm der Regierung Lwow bestätigt.
Das Rätesystem sollte nach dem Willen des Sowjets auf das gesamte Land ausgedehnt werden, zu diesem Zweck wurde für das Frühjahr eine Allrussische Räteversammlung nach Petrograd einberufen. Kommissare wurden zu den Fronten und Flotten entsandt, um die Mitsprache der Räte bei allen wichtigen Entscheidungen zu garantieren. Eine Bauernvertretung in den Sowjets bestand zu dieser Zeit nicht, die russischen Bauern, rund 80 % der Bevölkerung, waren in einer separaten Bauernunion organisiert. Der Petrograder Sowjet wurde in der Folge zu einem allrussischen Entscheidungsgremium aufgewertet, nachdem neugebildete Räte in den Provinzen und an den Fronten Abordnungen nach Petrograd entsandten. Auf dem 1. Allrussischen Sowjetkongress, der sich im Juni 1917 in Petrograd versammelte, wurde schließlich ein Allrussisches Zentrales Exekutivkomitee gewählt, dessen Vorsitz Tschcheidse übernahm. Zwischen diesem weiterhin von den gemäßigten Sozialisten dominierten Gremium und dem Petrograder Sowjet bildete sich eine Rivalität heraus, die sich in dem Maße verstärkte, wie sich die politische Mehrheit in letzterem hin zu den Bolschewiki verschob. Als Sowjet der revolutionären Hauptstadt und aufgrund personeller Kontinuitäten fanden dessen Entscheidungen weiterhin eine hohe Beachtung und seine Bedeutung als oppositionelles Forum zur Regierung blieb weiterhin bestehen.

## Die Bolschewisierung des Sowjets und die Oktoberrevolution
Während der durch die Veröffentlichung der Miljukow-Note ausgelösten „April-Krise“ trat der Widerspruch zwischen dem Bekenntnis des Exekutivkomitees zur Fortführung des Krieges im Sinne der Verteidigung der Revolution und den annexionistischen Zielen der bürgerlichen Regierung zutage. Die aus dem Exil zurückkehrenden Bolschewiki machten sich diese Widersprüche zunutze, um ihre bisher geringe Repräsentanz in den Sowjets schrittweise zu erhöhen.
Nach den Rücktritten der annexionistischen Minister Alexander Gutschkow und Pawel Miljukow erklärte sich der Petrograder Sowjet bereit, an der Bildung einer neuen Regierung mitzuwirken. In der Folge traten mehrere sozialistische Minister in die neue Koalitionsregierung ein, und der bisherige Justizminister Kerenski übernahm den Posten des Kriegs- und Marineministers. Kerenskis energisches Eintreten für eine Offensive gegen die Mittelmächte im Sommer 1917 kann als einer der entscheidenden Gründe für das Erstarken der Bolschewiki gewertet werden. Der Regierungseintritt der moderaten Sozialisten erwies sich für diese als Nachteil, da sie die Regierungsentscheidungen jetzt mitverantworteten. Der Fehlschlag der Offensive und die resultierende zunehmende Kriegsmüdigkeit führte zu einem Verlust von Vertrauen in die Regierung, ebenso die undurchsichtige „Kornilow-Affäre“ im August, die als Versuch zur Errichtung einer Diktatur interpretiert wurde. Obwohl der bolschewistische Juliaufstand in Petrograd fehlschlug, fanden hier wie auch anderswo die bolschewistischen Losungen wie „Alle Macht den Räten!“ und „Nieder mit dem Krieg!“ zunehmend Unterstützung.
Auch der zunehmende Verfall der Wirtschaft und die prekäre Ernährungslage in der Stadt spielten in die Hände der Bolschewiki. Die Streikneigung unter der Arbeiterschaft nahm sprunghaft zu, da sich die wirtschaftliche Situation der Arbeiter immer mehr verschlechterte. Des Weiteren stieß das Zögern der Regierung, eine konstituierende Versammlung einzuberufen, auf Kritik.

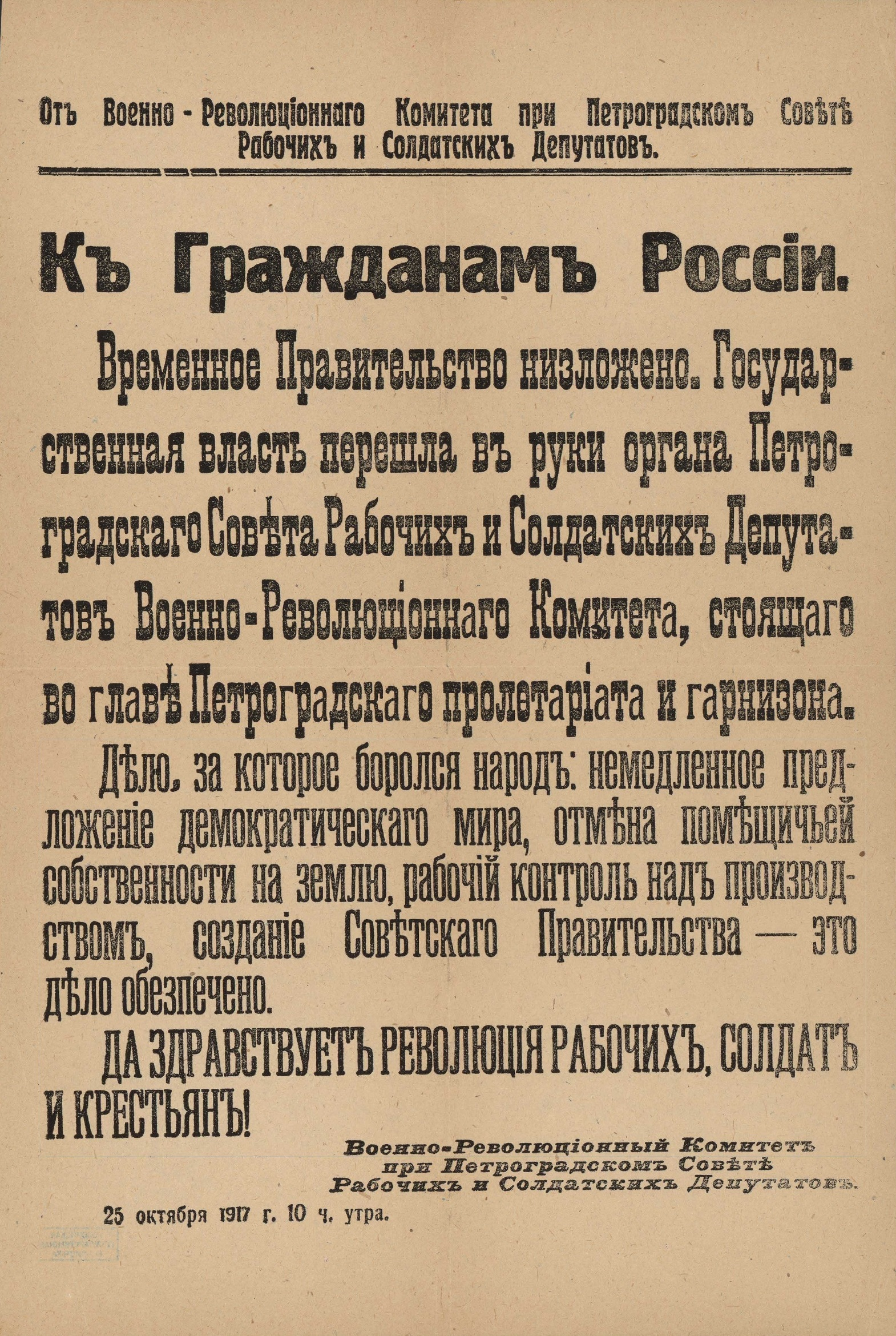
Proklamation des Militärischen Revolutionskomitees über die Absetzung der provisorischen Regierung vom 25. Oktober/7. November

Nach der Kornilow-Revolte benutzten die Bolschewiki die Mehrheit, die sie zusammen mit den meist mit ihnen abstimmenden Linken Sozialrevolutionären im Petrograder Sowjet errungen hatten, dazu, auf die Einberufung eines 2. Allrussischen Sowjetkongresses zu dringen. Die nach dem fehlgeschlagenen Juliaufstand zunächst verworfene Losung „Alle Macht den Räten!“ wurde wieder propagiert. Am 31. Augustjul. / 13. Septembergreg. wurde erstmals eine bolschewistische Resolution vom Plenum des Sowjets verabschiedet, worauf das menschewistisch-sozialrevolutionäre Präsidium zurücktrat. Am 25. Septemberjul. / 8. Oktobergreg. wurde Leo Trotzki zum Vorsitzenden des Sowjets gewählt, dessen Exekutivkomitee bereits zur Hälfte aus Bolschewiki bestand. Die Bedrohung Petrograds durch die deutsche Armee nach der Einnahme Rigas am 3. September und der Besetzung der baltischen Inseln im Unternehmen Albion wurde von den Bolschewiki als Vorwand genutzt, ein Militärisches Revolutionskomitee aufzustellen – vorgeblich zur Organisation der Verteidigung der Hauptstadt – das zur Schaltzentrale des bewaffneten Aufstands wurde. Letzterer war am 10. Oktoberjul. / 23. Oktobergreg. vom bolschewistischen Zentralkomitee beschlossen worden.
Am 25. Oktoberjul. / 7. Novembergreg. sprach Lenin vor einer Sondersitzung des Sowjets und erklärte den Sieg der „Arbeiter- und Bauernrevolution“. Im Zuge der Machtergreifung schritt die Bolschewisierung des Sowjets weiter fort. Nach den Wahlen vom 27. Novemberjul. / 10. Dezembergreg. bestand das zentrale Exekutivkomitee aus 34 Bolschewiki und 10 linken Sozialrevolutionären, zum Vorsitzenden wurde Grigori Sinowjew gewählt. Letzterer leitete den Sowjet bzw. den Nachfolger Lensowjet bis zu seiner Entmachtung 1926.

## Der Sowjet in den Jahren des Bürgerkrieges
Nach der Oktoberrevolution wurde der Sowjet zum Hauptorgan der lokalen Verwaltung in Petrograd. In den Jahren des Bürgerkrieges organisierte er die Versorgung der Stadt mit Lebensmitteln und Rohstoffen, bekämpfte Epidemien und sorgte für die Aufrechterhaltung der Produktion. Ab dem Frühjahr 1918, nach dem Umzug der Regierung nach Moskau, bildete der Sowjet mit anderen Sowjets Nordwestrusslands die „Union der Kommunen der Nordregion“ mit Zentrum in Petrograd, die im Februar 1919 wieder aufgelöst wurde. Im August 1920 wurde die Vereinigung der Zentralen Exekutivkomitees des Stadt- mit dem des Provinzsowjets beschlossen, während der Petrograder Sowjet weiterhin die Leitung der Stadtverwaltung innehatte.
Im Januar 1924 wurde der Sowjet im Zusammenhang mit der Umbenennung der Stadt in Leningrad in Lensowjet umbenannt.